# Aeroportul Regional New Richmond
Aeroportul Regional New Richmond (IATA: RNH, ICAO: KRNH, FAA LID: RNH) este un aeroport din Wisconsin, Statele Unite ale Americii.
Situat la o altitudine de 304 m, aeroportul dispune de 2 piste.

## Infrastructură

### Piste
Aeroportul dispune de 2 piste. Pista 04/22 are suprafața de Iarbă și dimensiunile 2.050 picioare × 75 picioare. Pista 14/32 are suprafața de asfalt și dimensiunile 5.507 picioare × 75 picioare. 